# Tilly (Eure)
Tilly è un comune francese di 592 abitanti situato nel dipartimento dell'Eure nella regione della Normandia.

## Società

### Evoluzione demografica
Abitanti censiti